# Claire Orcel
Claire Orcel (2 de diciembre de 1997) es una deportista de Bélgica que compite en atletismo. Ganó una medalla de plata en el Campeonato Europeo de Atletismo por Equipos de 2019, en la prueba de salto de altura.